# Шиповник повислый
Шипо́вник пови́слый, или Ро́за пови́слая (лат. Rosa pendulina), ранее также Шиповник альпи́йский, или Роза альпи́йская (Rosa alpina) — вид двудольных цветковых растений, включённый в род Шиповник (Rosa) семейства Розовые (Rosaceae).

## Ботаническое описание

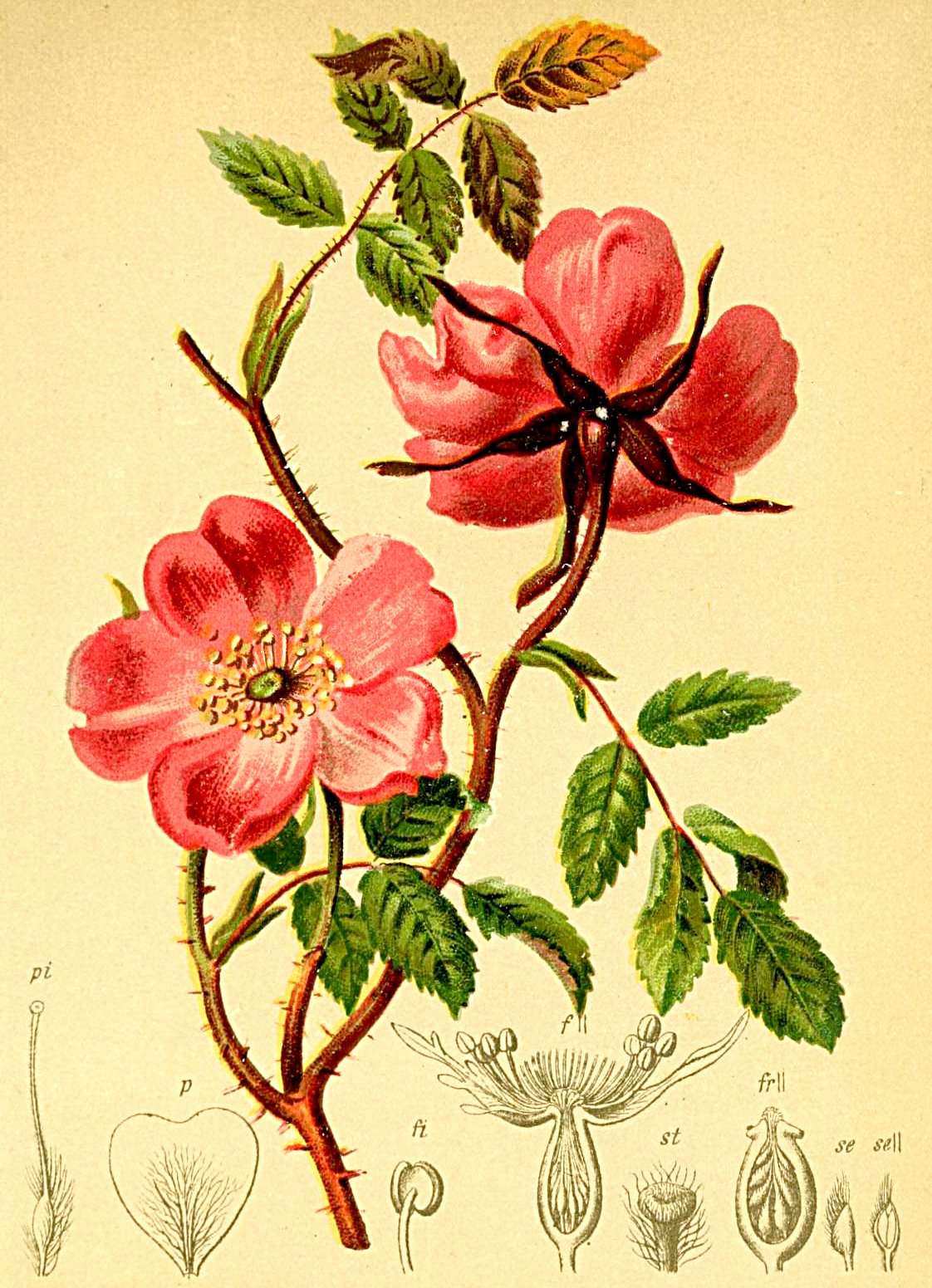
Ботаническая иллюстрация Антона Хартингера из книги «Atlas der Alpenflora»

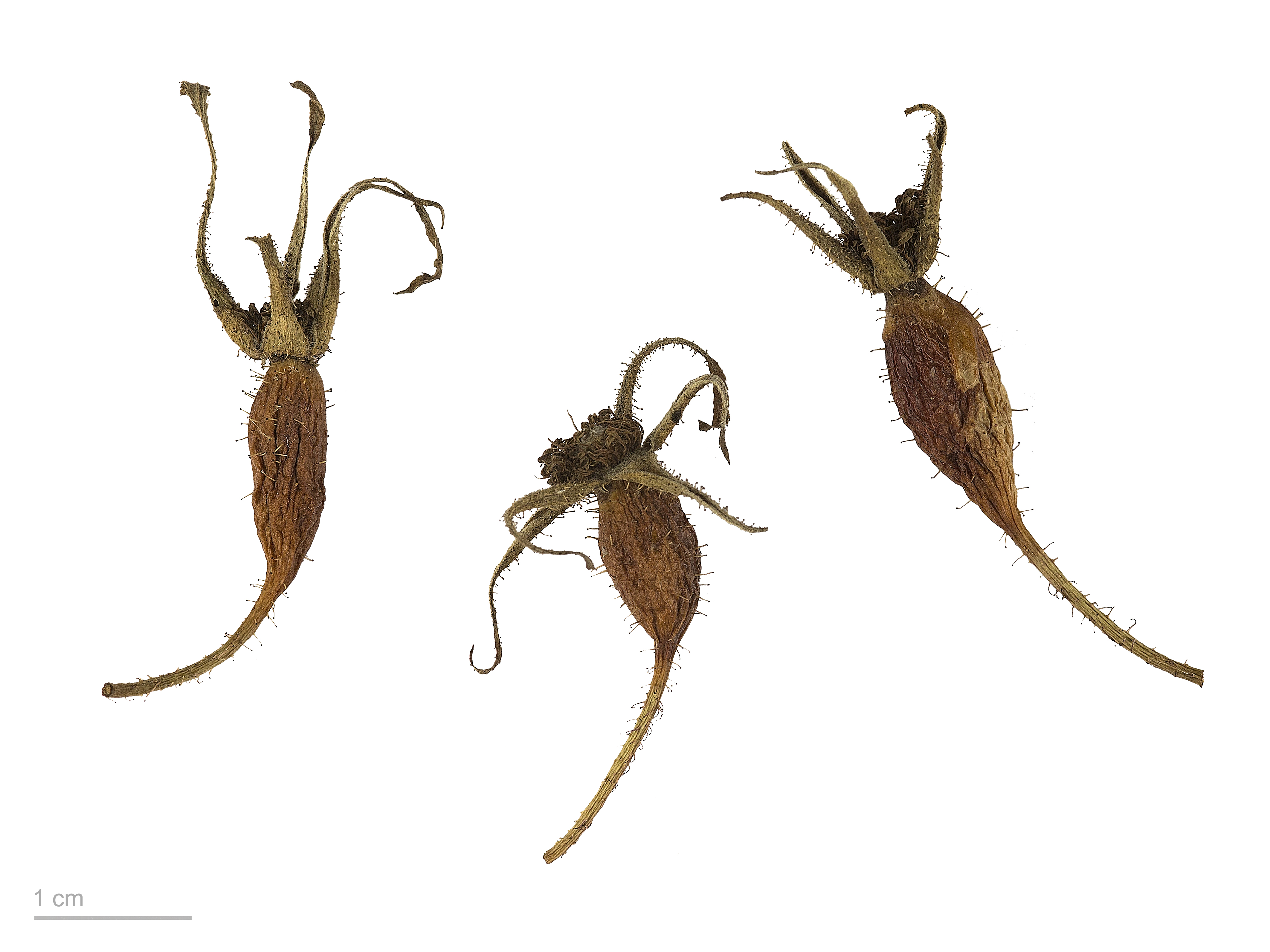
Плоды

Шиповник повислый — крупный кустарник, достигающий 2—3 м в высоту, по другим данным рыхлый кустарник от 1 до 2 м в высоту.
Побеги с немногочисленными шипами или вовсе без них, прямостоячие, в верхней части почти не ветвящиеся. Шипы игловидные, очень слабые, с примесью щетиновидных шипиков, покрывают стебли преимущественно лишь в нижней половине, реже в нижней трети куста или цветоносные побеги.
Средние листья цветоносных побегов 9—12 см длины, разделённые на 7—9(11) листочков, каждый из которых до 3,5 см длиной, удлинённо-яйцевидной, удлинённо-эллиптической или яйцевидной формы, с пильчато-зубчатым или дваждызубчатым краем. Верхняя поверхность листа гладкая или бархатистая, тёмно-зелёная или сиреневатая, нижняя серо-зелёная, также может обладать сиреневатым оттенком, покрыта немногими волосками, обычно только по главной жилке или рассеянно-волосистая, по главной жилке с единичными желёзками. Прилистники широкие. Главный стержень покрыт волосками с примесью стебельчатых желёзок.
Цветки одиночные, реже в количестве двух—четырёх в пазухах листьев. Цветоножки длинные, до 2—2,5(3) см длиной, обычно желёзистые, после цветения дуговидно изогнутые вниз. Прицветнички слабо развитые, узко-ланцетные, не превышают 4—5 мм. Доли чашечки остаются при зрелых плодах, узко-ланцетные, без перистых придатков, длинные, с листовидным расширением на верхушке, равны величине лепестков, но чаще превышают их, 15—30×2,8—4 мм, снизу усеяны более-менее обильными желёзками, реже гладкие, сверху волосистые, до бело-войлочных, после цветения направлены вверх и обычно смыкаются. Лепестки цельные или выемчатые, от пурпурово-розовых до тёмно-розовых, часто с сиреневым оттенком, в центре цветка более бледные или желтоватые. Диск узкий, плоский. Пестики свободные, опушённые, головка рылец сидячая, всегда бело-шерстистая. Гипантий продолговатый или грушевидный. Цветёт в июне — июле.
Зрелые плоды усеяны обильными желёзками, реже гладкие, 12—19×7—10 мм, обратногрушевидные или удлинённо-эллиптические, при созревании поникщие, ярко-красные. Семена яйцевидной формы, гладкие, желтоватые, затем оранжевые, 4—5×2—3 мм.
Число хромосом 2n = 28.

## Ареал
Шиповник повислый широко распространён в горных районах Центральной и Южной Европы.
Обычно встречается на высоте 1500—2500 м над уровнем моря, в субальпийском поясе, особенно часто около горных ручьёв, а также на лесных вырубках.

## Хозяйственное значение
Шиповник повислый часто выращивается в России и сопредельных государствах, а также в Нидерландах для сбора плодов.
Существует множество декоративных гибридов розы повислой с другими видами роз.

## Таксономия
|  |                                      |  |                                                         |                                                         |                   |  | ещё 8 семейств (согласно Системе APG III) | ещё 8 семейств (согласно Системе APG III) |                       |  |  |  | ещё более 350 видов |
|  |                                      |  |                                                         |                                                         |                   |  | ещё 8 семейств (согласно Системе APG III) | ещё 8 семейств (согласно Системе APG III) |                       |  |  |  | ещё более 350 видов |
|  |                                      |  |                                                         | порядок Розоцветные                                     |                   |  |                                           |                                           | род Шиповник          |  |  |  |                     |
|  |                                      |  |                                                         | порядок Розоцветные                                     |                   |  |                                           |                                           | род Шиповник          |  |  |  |                     |
|  | отдел Цветковые, или Покрытосеменные |  |                                                         |                                                         | семейство Розовые |  |                                           |                                           | вид Шиповник повислый |  |  |  |                     |
|  | отдел Цветковые, или Покрытосеменные |  |                                                         |                                                         | семейство Розовые |  |                                           |                                           |                       |  |  |  |                     |
|  |                                      |  | ещё 58 порядков цветковых растений (по Системе APG III) | ещё 58 порядков цветковых растений (по Системе APG III) |                   |  |                                           | ещё 45 родов                              | ещё 45 родов          |  |  |  |                     |
|  |                                      |  |                                                         | ещё 58 порядков цветковых растений (по Системе APG III) |                   |  |                                           |                                           | ещё 45 родов          |  |  |  |                     |

### Синонимы
- Rosa adjecta Déségl., 1873
- Rosa alpina L., 1762
- Rosa alpina f. inermis Sennen, 1915
- Rosa alpina f. laevis Ser. ex Christ, 1873
- Rosa alpina f. pyrenaica (Gouan) Christ, 1873
- Rosa alpina subsp. aculeata (Ser.) Arcang., 1882
- Rosa alpina subsp. laevis (Ser. ex Christ) Arcang., 1882, nom. illeg.
- Rosa alpina subsp. pyrenaica (Gouan) Nyman, 1878
- Rosa alpina subvar. intercalaris (Déségl.) Nyman, 1873
- Rosa alpina var. aculeata Ser., 1825
- Rosa alpina var. adjecta (Déségl.) Nyman, 1878
- Rosa alpina var. glandulosa (Bellardi) Nyman, 1878
- Rosa alpina var. globosa Desv., 1813
- Rosa alpina var. intercalaris (Déségl.) J.B.Keller, 1882
- Rosa alpina var. intermedia Gren., 1849
- Rosa alpina var. laevis Ser., 1825, nom. illeg.
- Rosa alpina var. malyi (A.Kern.) Rouy, 1900
- Rosa alpina var. nuda Gren., 1849
- Rosa alpina var. ovoidea Rouy, 1900
- Rosa alpina var. pendulina (L.) Loisel., 1819
- Rosa alpina var. pseudopyrenaica Rouy, 1900
- Rosa alpina var. pubescens Gren., 1849, nom. illeg.
- Rosa alpina var. pyrenaica (Gouan) Lam., 1779
- Rosa alpina var. setosa Ser., 1825
- Rosa alpina var. subglobosa Rouy, 1900
- Rosa alpina var. sublaevis Rouy, 1900
- Rosa alpina var. vestita Gren., 1849
- Rosa alpina var. vulgaris Desv., 1813, nom. illeg.
- Rosa cinnamomea L., 1753
- Rosa cinnamomea var. globosa Desv., 1813, nom. illeg.
- Rosa fontis-romei Sennen, 1926
- Rosa intercalaris Déségl., 1873
- Rosa glandulosa Bellardi, 1791
- Rosa laevis (Ser. ex Christ) Dalla Torre & Sarnth., 1909
- Rosa majalis var. globosa (Desv.) P.V.Heath, 1992
- Rosa malyi A.Kern., 1869
- Rosa odoratissima Scop., 1771, nom. illeg.
- Rosa pendula Salisb., 1796, nom. superfl.
- Rosa pendulina f. adjecta (Déségl.) Fiori, 1907
- Rosa pendulina f. alpina (L.) Fiori, 1907
- Rosa pendulina f. globosa (Desv.) Heinr.Braun, 1892
- Rosa pendulina f. intermedia (Gren.) Fiori, 1907
- Rosa pendulina f. laevis (Ser. ex Christ) C.Vicioso, 1948
- Rosa pendulina f. malyi (A.Kern.) Fiori, 1907
- Rosa pendulina f. ovoidea (Rouy) R.Keller, 1931
- Rosa pendulina f. pseudopyrenaica (Rouy) R.Keller, 1931
- Rosa pendulina f. pyrenaica (Gouan) R.Keller ex R.Keller & Gams, 1923
- Rosa pendulina f. setosa (Ser.) Fiori, 1907
- Rosa pendulina f. subglobosa (Rouy) R.Keller, 1931
- Rosa pendulina f. sublaevis (Rouy) R.Keller, 1931
- Rosa pendulina subvar. adjecta (Déségl.) R.Keller, 1902
- Rosa pendulina subvar. intercalaris (Déségl.) C.Vicioso, 1948
- Rosa pendulina subvar. pyrenaica (Gouan) R.Keller, 1902
- Rosa pendulina var. aculeata (Ser.) R.Keller, 1902
- Rosa pendulina var. alpina (L.) Heinr.Braun, 1892
- Rosa pendulina var. globosa (Desv.) Hayek, 1909
- Rosa pendulina var. intercalaris (Déségl.) Heinr.Braun, 1892
- Rosa pendulina var. intermedia (Gren.) C.Vicioso, 1948
- Rosa pendulina var. laevis (Ser. ex Christ) R.Keller, 1902
- Rosa pendulina var. malyi (A.Kern.) R.Keller, 1902
- Rosa pendulina var. ovoidea (Rouy) C.Vicioso, 1964
- Rosa pendulina var. pseudopyrenaica (Rouy) C.Vicioso, 1948
- Rosa pendulina var. pyrenaica (Gouan) Fiori, 1907
- Rosa pendulina var. rupestris Crantz ex Heinr.Braun, 1892
- Rosa pendulina var. setosa (Ser.) R.Keller, 1902
- Rosa pendulina var. sublaevis (Rouy) C.Vicioso, 1948
- Rosa pimpinellifolia subsp. alpina (L.) C.Hartm., 1870
- Rosa pimpinellifolia var. malyi (A.Kern.) Nyman, 1889
- Rosa pyrenaica Gouan, 1773
- Rosa rubrifolia var. glandulosa (Bellardi) Ser., 1825
- Rosa rupestris Crantz, 1763. nom. illeg.
- Rosa setosa (Ser.) Dalla Torre & Sarnth., 1909